# Lancia Beta
De Lancia Beta is een auto uit de middenklasse die van 1972 tot 1984 door de Italiaanse autofabrikant Lancia geproduceerd werd. De wagen is vernoemd naar de tweede letter van het Griekse alfabet als voortzetting van de naamgeving die Lancia tijdens zijn eerste bestaansjaren gebruikte.

## Modellen
Aanvankelijk was de Lancia Beta alleen als vierdeurs hatchback (Berlina) beschikbaar. Later kwamen er nog andere carrosserievarianten bij: een tweedeurs Beta Coupé, een driedeurs Beta HPE shooting brake, de Beta Spider cabriolet met targa-dak en rolbeugel en de vierdeurs Beta Trevi sedan. Tot slot werd er een tweezits coupé met middenmotor aangeboden onder de naam Beta Montecarlo, die technisch gezien weinig gemeen had met de Beta-serie.

### Berlina
Het eerste model in de serie dat in 1972 op de markt kwam was de Berlina hatchback, die ontworpen werd door Gian Paolo Boano. Dit model zou later als basis dienen voor de Coupé, Spider, HPE en Trevi.
Technisch gezien was de Beta een moderne wagen voor zijn tijd. De Beta beschikte over voorwielaandrijving met dwarsgeplaatste motoren, een vijfversnellingsbak, onafhankelijke wielophanging en een remsysteem met schijfremmen voor- en achteraan en een dubbel gescheiden remcircuit waardoor de remkracht op de voorwielen altijd behouden blijft zelfs als een van de remcircuits uitvalt ("Lancia Superduplex").
Vanaf het begin van de productie had de Lancia Beta, naar toenmalige maatstaven, een uitgebreide veiligheidsuitrusting, zoals een volledig schuimrubberen binnenbekleding, het Lancia Superduplex remsysteem, een driedelige veiligheidsstuurkolom, een geïntegreerde rolbeugel, een voorruit van gelaagd glas en een brandbeveiligingssysteem.
De Beta had echter ook een aantal serieuze nadelen: De hatchback-carrosserie had geen grote achterklep zoals van een hatchback verwacht wordt, maar een klassieke kofferbak met een relatief klein kofferdeksel. Dit bemoeilijkte enigszins de toegang tot de bagageruimte. Daarnaast waren de wagens ook bijzonder roestgevoelig.
Aanvankelijk was er keuze uit drie vier-in-lijnmotoren: een 1,4-liter motor met 66 kW (90 pk), een 1,6-liter motor met 74 kW (100 pk) en een 1,75-liter motor met 81 kW (100 pk). De wagens werden officieel aangeduid als de 1400, 1600 en 1800. Er waren twee uitrustingsniveaus beschikbaar: het basismodel en de LX.
In 1975 kreeg de Berlina een facelift. Pininfarina hertekende het radiatorrooster en gaf de wagen nieuwe koplampen, achterlichten, rubberen strips op de flanken en een decoratieve inzet op de derde zijruit. Het motorenaanbod bestond voortaan uit een 1,3-liter motor (82 pk), een 1,6-liter motor (100 pk) en 2,0-liter motor (119 pk).
In 1979 volgde er opnieuw een facelift met een gewijzigde voorkant en een opgefrist interieur. Het motorenaanbod werd gereduceerd tot een 1,6-liter motor (100 pk) en een 2,0-liter motor (115 pk).
In 1981 was de Berlina het eerste model van de Beta-serie dat uit productie genomen werd.

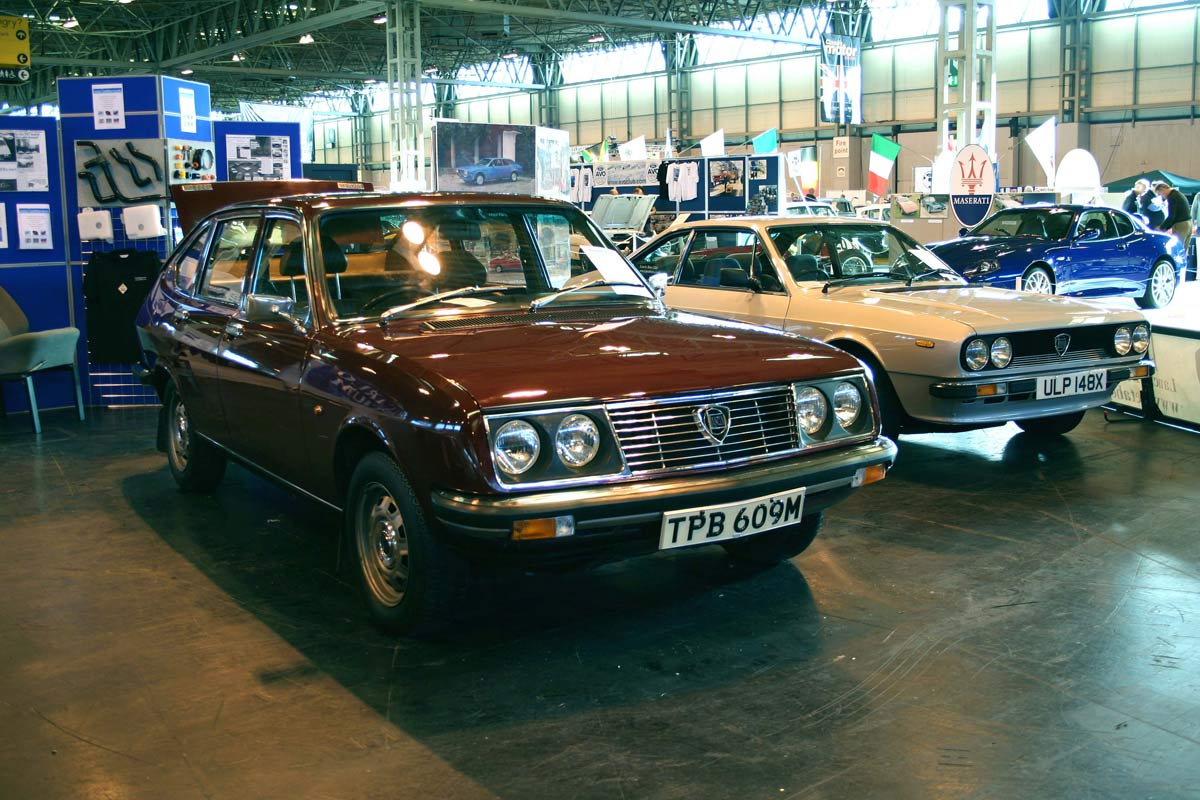
Lancia Beta Berlina (1972-1975)
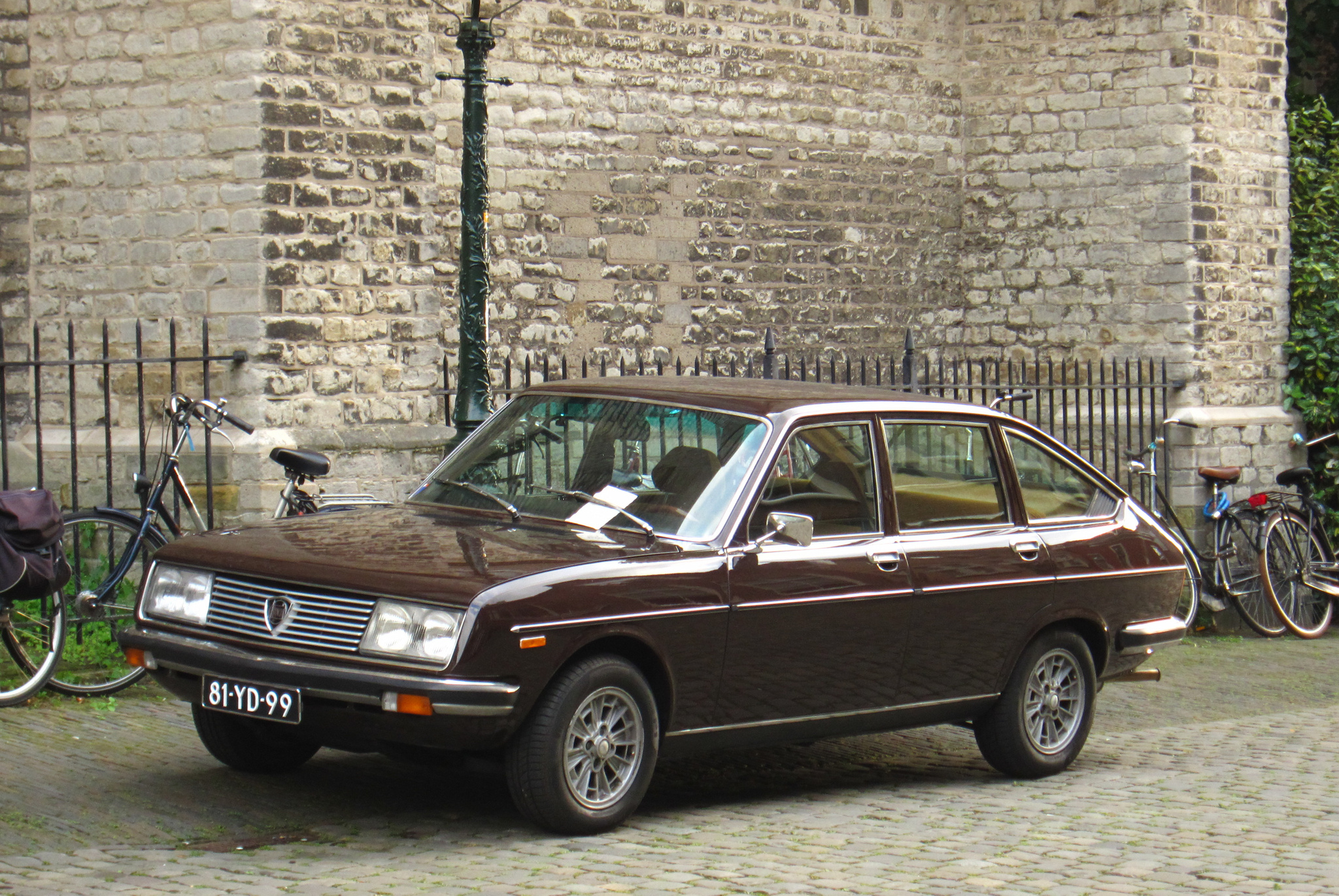
Lancia Beta Berlina (1975-1979)
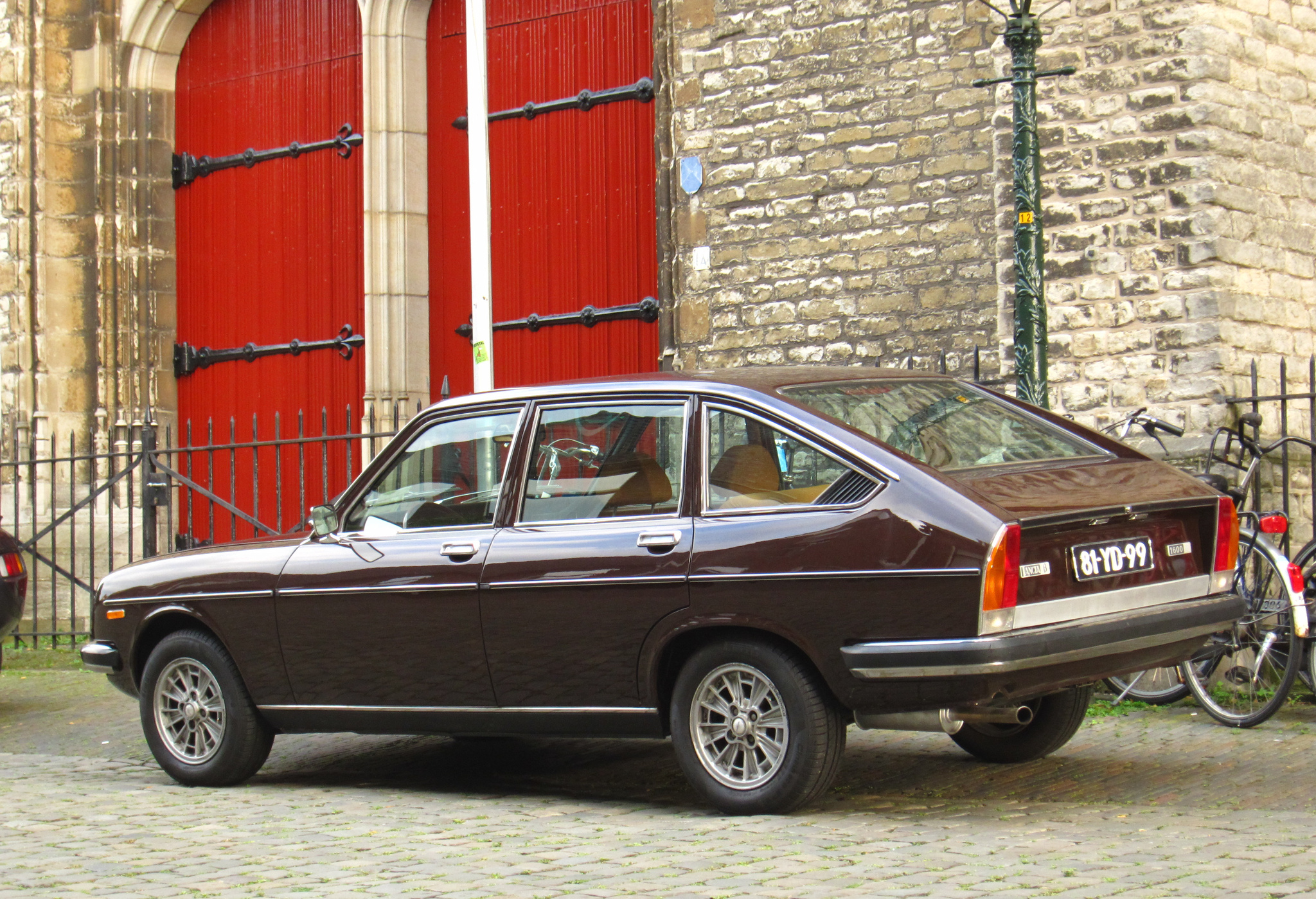
Lancia Beta Berlina (1975-1979), achteraanzicht
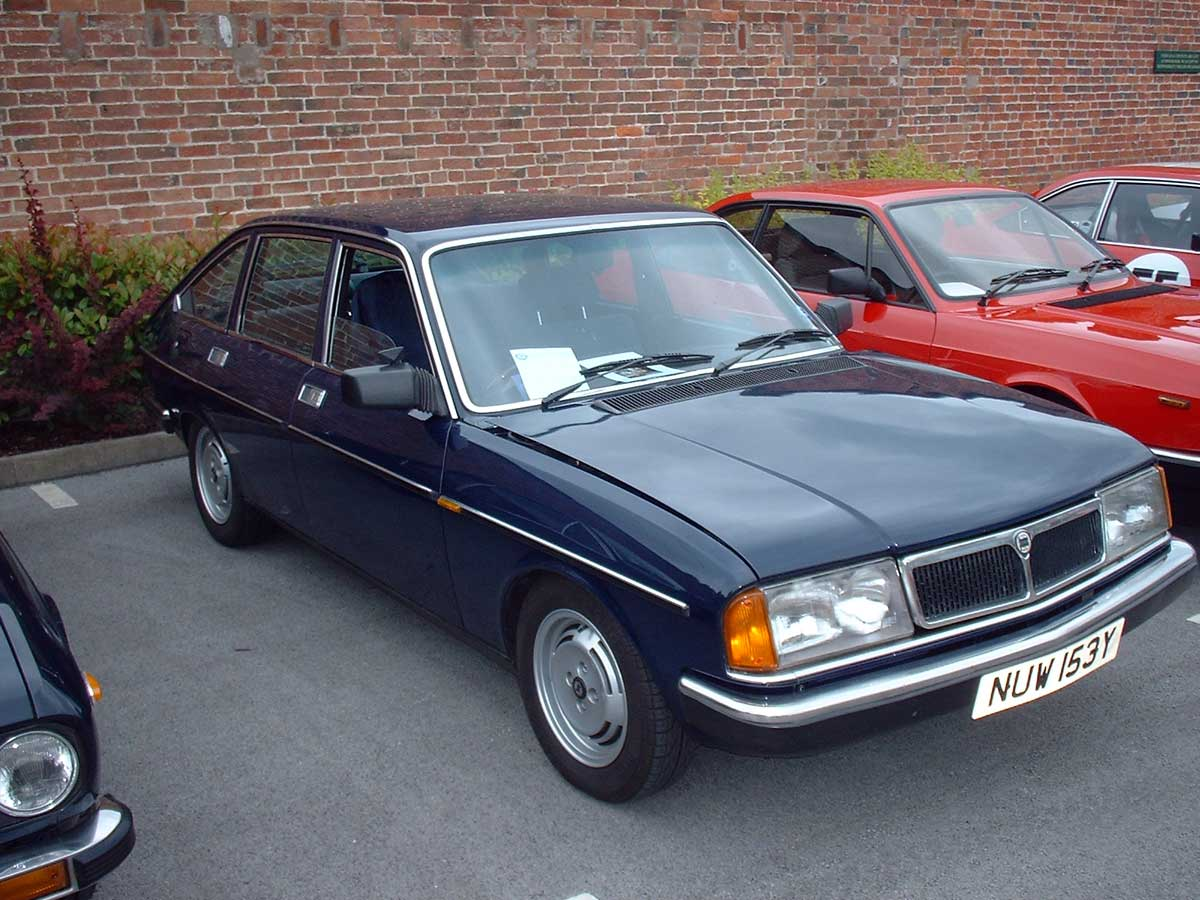
Lancia Beta Berlina (1979-1981)

### Coupé
In het voorjaar van 1974 kwam de Beta Coupé op de markt. Het ontwerp was van Piero Castagnero, die in de jaren 60 ook al de Lancia Fulvia Coupé getekend had.
De Beta Coupé was gebaseerd op een verkorte bodemplaat van de Berlina en werd aangedreven door de 1,6 en 1,75-liter motoren met dubbele nokkenas van respectievelijk 109 en 120 pk. Deze modellen werden officieel aangeduid als de 1600 en 1800. De uitrusting werd opgewaardeerd in vergelijking met de sedan.
In 1975 kreeg de Beta Coupé een kleine facelift met een licht gewijzigde motorkap en een zwart radiatorrooster met verchroomde strips. Na de stopzetting van de Fulvia Coupé in 1976 werd ook de Beta Coupé uitgerust met de 1,3-liter motor van de Berlina om een coupé te kunnen blijven aanbieden in de 1300 klasse.
In 1978 volgde er een tweede beperkte facelift met een aangepast radiatorrooster en buitenspiegels van zwart plastic.
In 1981 kreeg de Coupé opnieuw een opfrisbeurt met een vernieuwd radiatorrooster, een nieuwe dashboard, nieuwe bekledingsstoffen, grotere bumpers voor de 1600 en 2000 versies en een zwarte spoiler op de achterklep.
Vanaf 1982 werd een Volumex-variant aangeboden. Deze versie werd aangedreven door een 2,0-liter viercilinder met supercharger die 135 pk produceerde, goed voor een topsnelheid van 200 km/u en een sprint van 0 naar 100 km/u in 9 seconden.

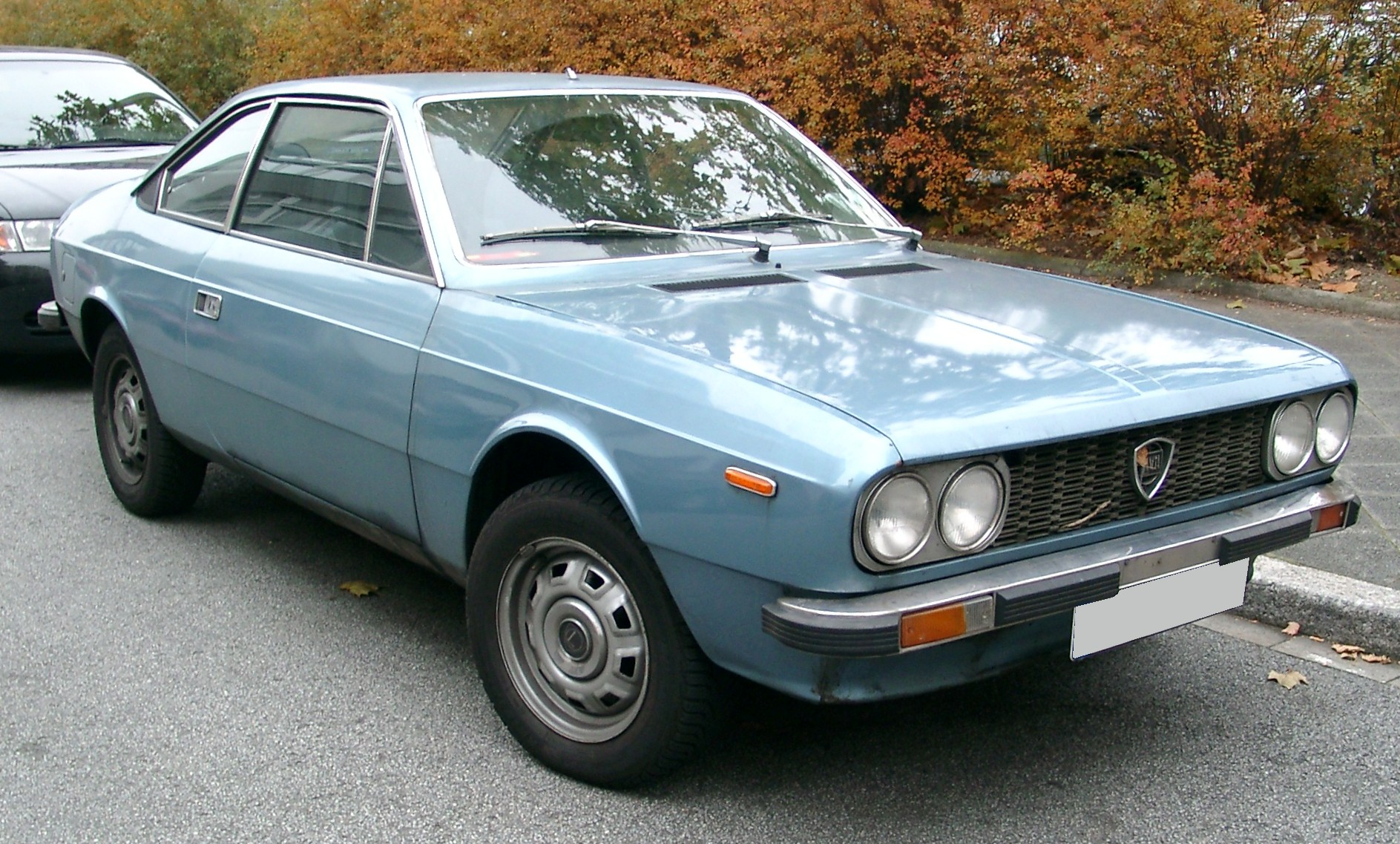
Lancia Beta Coupé (1973-1975)
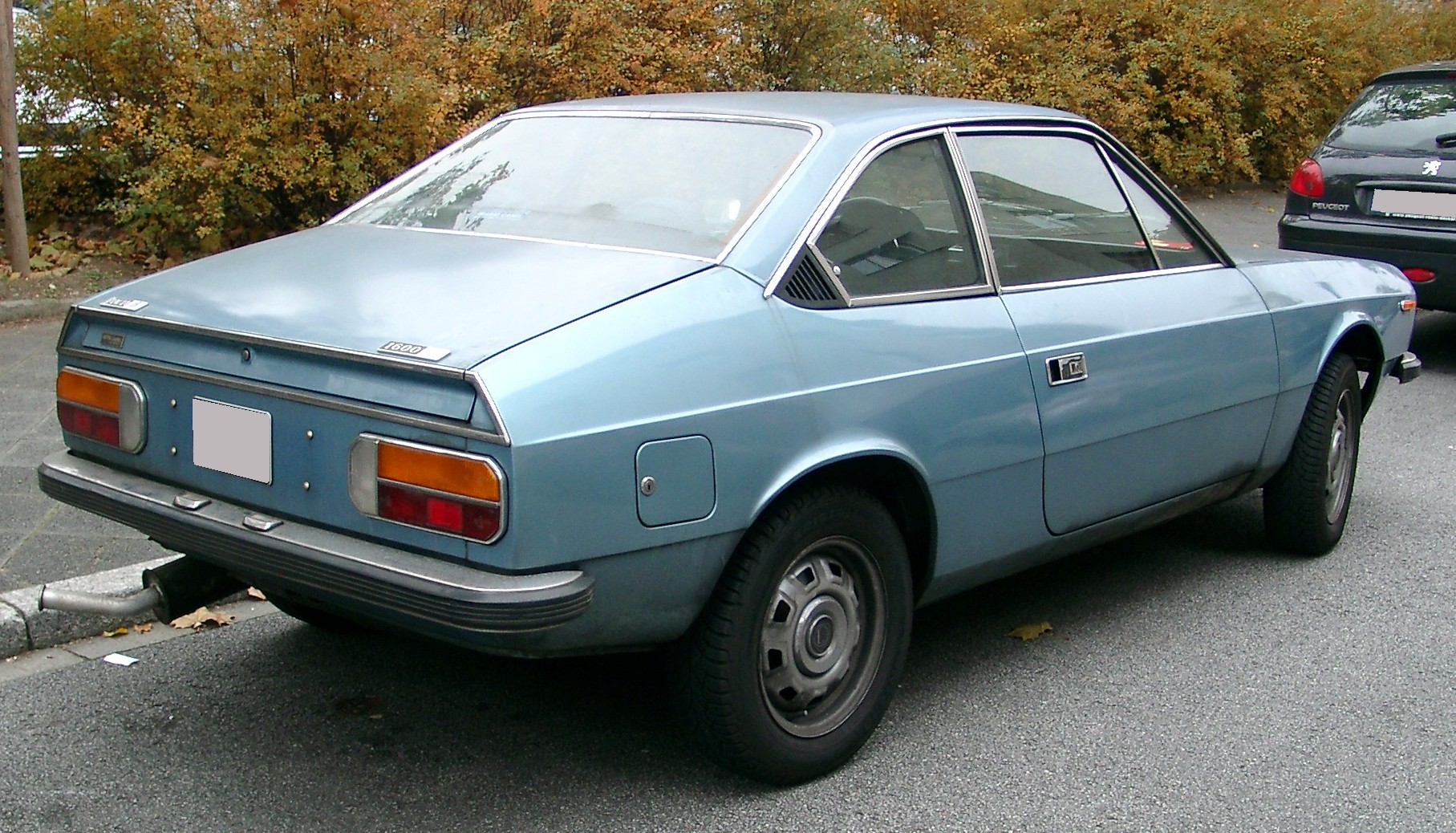
Lancia Beta Coupé (1973-1975), achteraanzicht
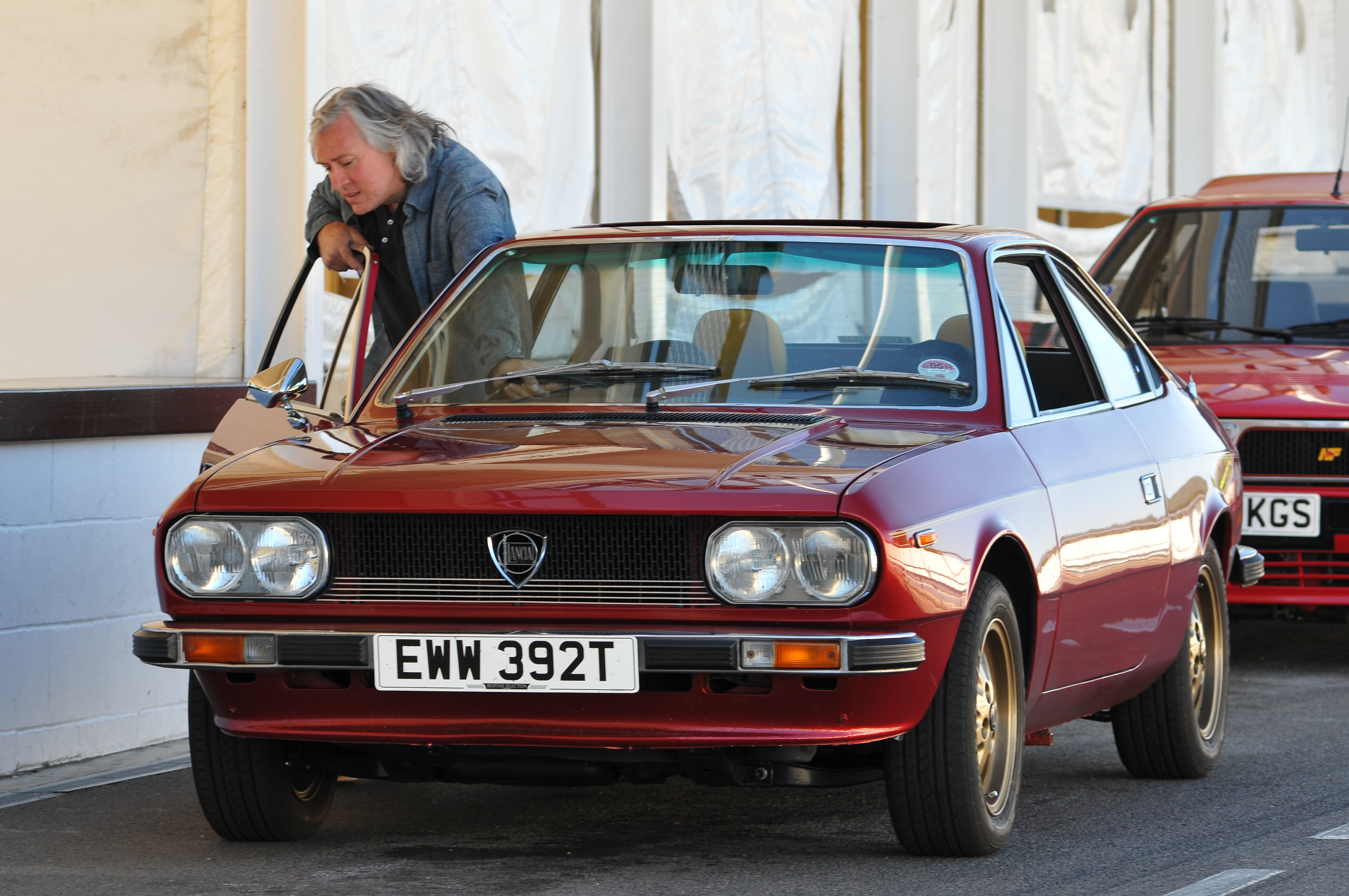
Lancia Beta Coupé (1975-1978)
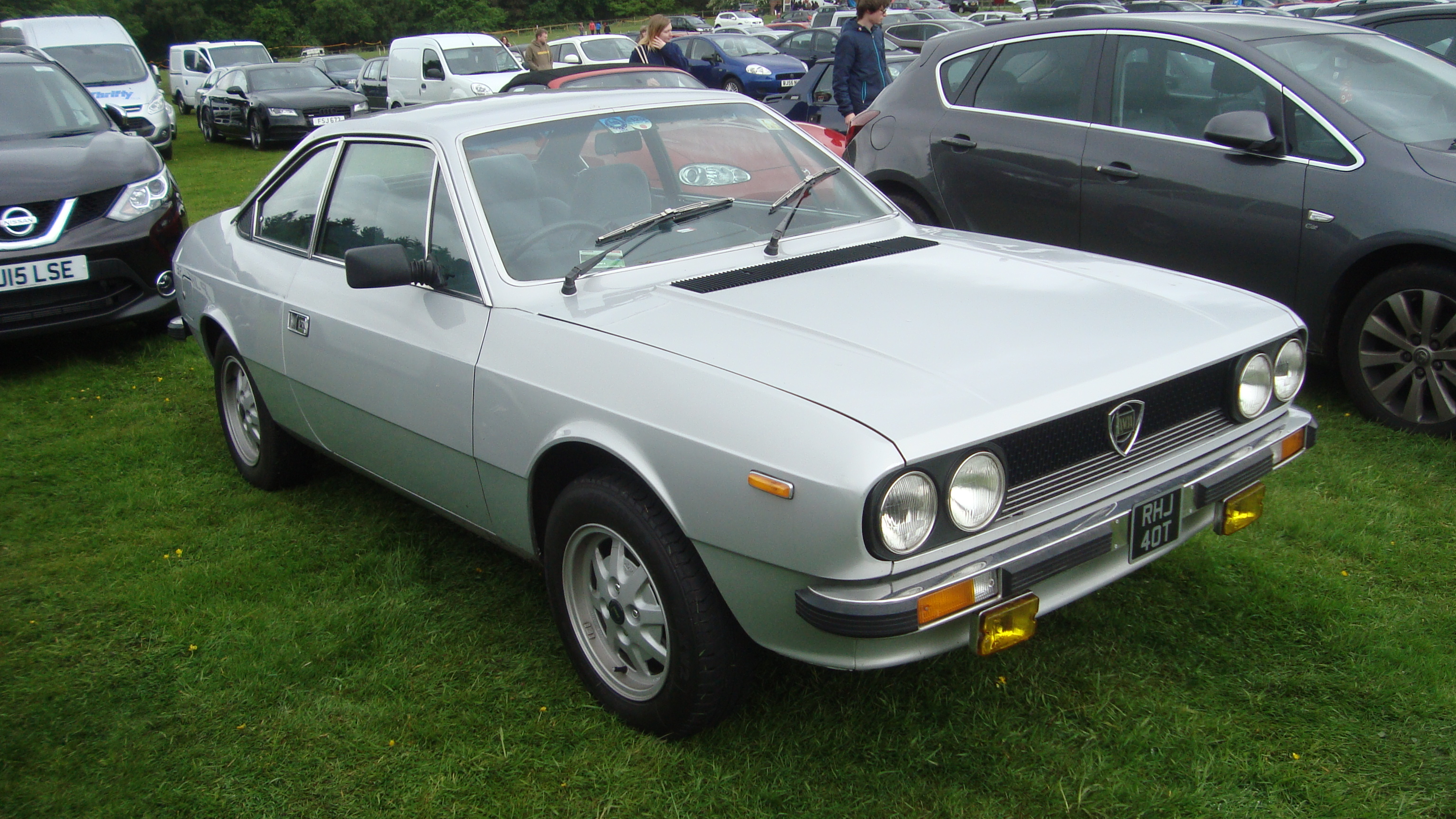
Lancia Beta Coupé (1978-1981)
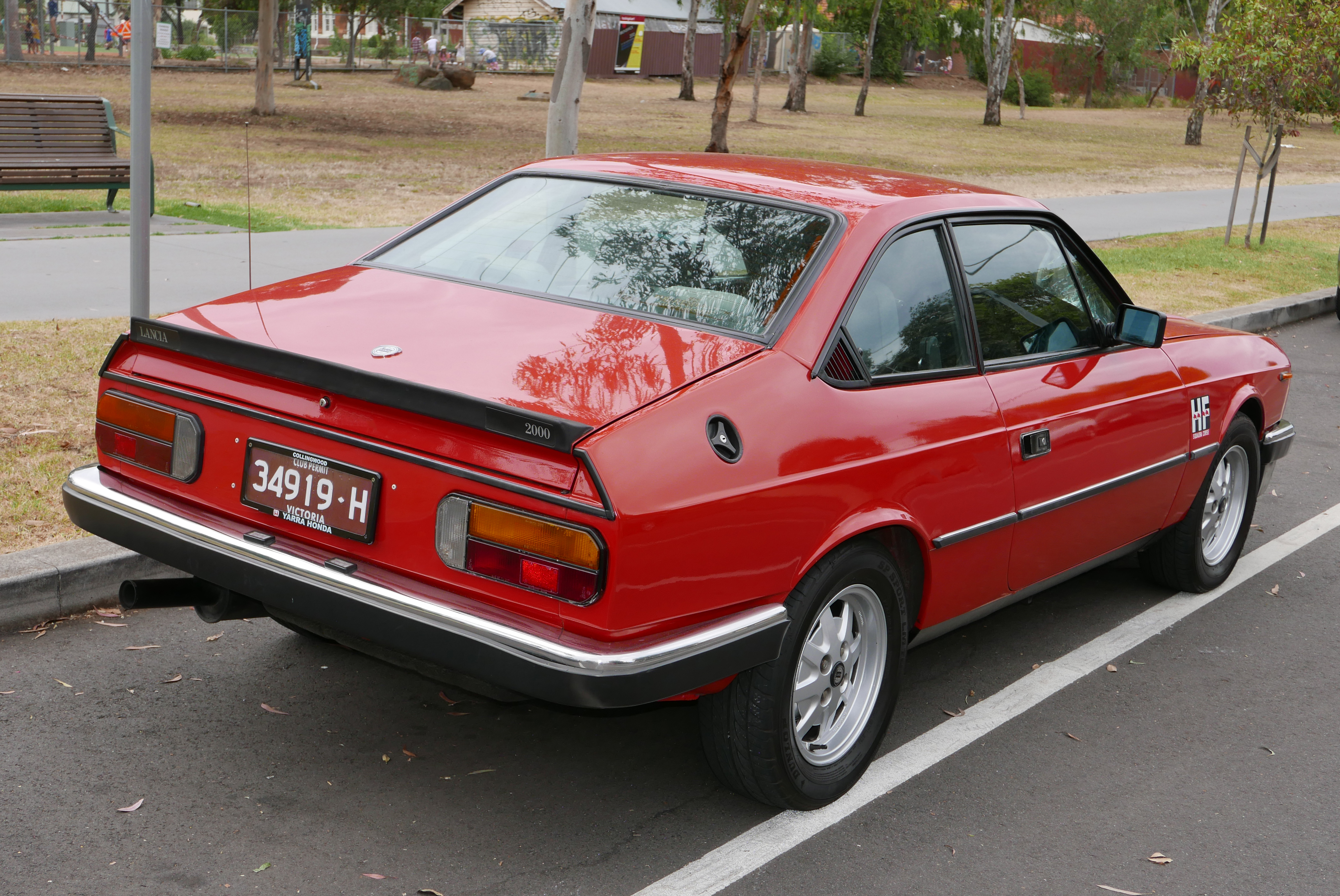
Lancia Beta Coupé (1981-1984), achteraanzicht met de zwarte achterspoiler

### Spider
In het najaar van 1974 verscheen de Beta Spider, een open 2+2-zitter die gebaseerd was op het kortere platform van de coupé en gebouwd werd bij Carrozzeria Zagato.
De Beta Spider was voorzien van een targa-dak, een afneembaar kunststof dak tussen de voorruit en de rolbeugel. Achter de rolbeugel had de Spider een opvouwbare stoffen kap.
Zagato bouwde Beta Coupé-carrosserieën om en voegde frameloze zijruiten toe, zonder echter bijkomende verstevigingselementen te monteren tussen de voorruit en de rolbeugel. Daardoor was de Spider niet extreem torsievast. Later exemplaren kregen een dwarsbalk boven de deuren. Toch bleef torsiestijfheid een zwak punt van de Spider.
De Spider gebruikte de krachtigere motorversies uit de coupé en werd aanvankelijk aangeduid als 1600 en 1800. Toen het motorengamma van de Beta-reeks in het najaar van 1975 herzien werd, kreeg de Spider de nieuwe versie van de 1600 motor en werd de 1800 vervangen door een 2,0-liter motor.
Net als de Coupé kreeg de Spider in 1975, 1978 en 1981 een facelift. In 1975 werden de motorkap en het radiatorrooster aangepast, in 1978 waren opnieuw het radiatorrooster en de buitenspiegels aan de beurt en in 1981 kreeg de Spider een opgefrist radiatorrooster, een nieuw dashboard, nieuwe bekledingsstoffen en grotere bumpers.
In 1982 werd de Beta Spider uit het aanbod geschrapt.

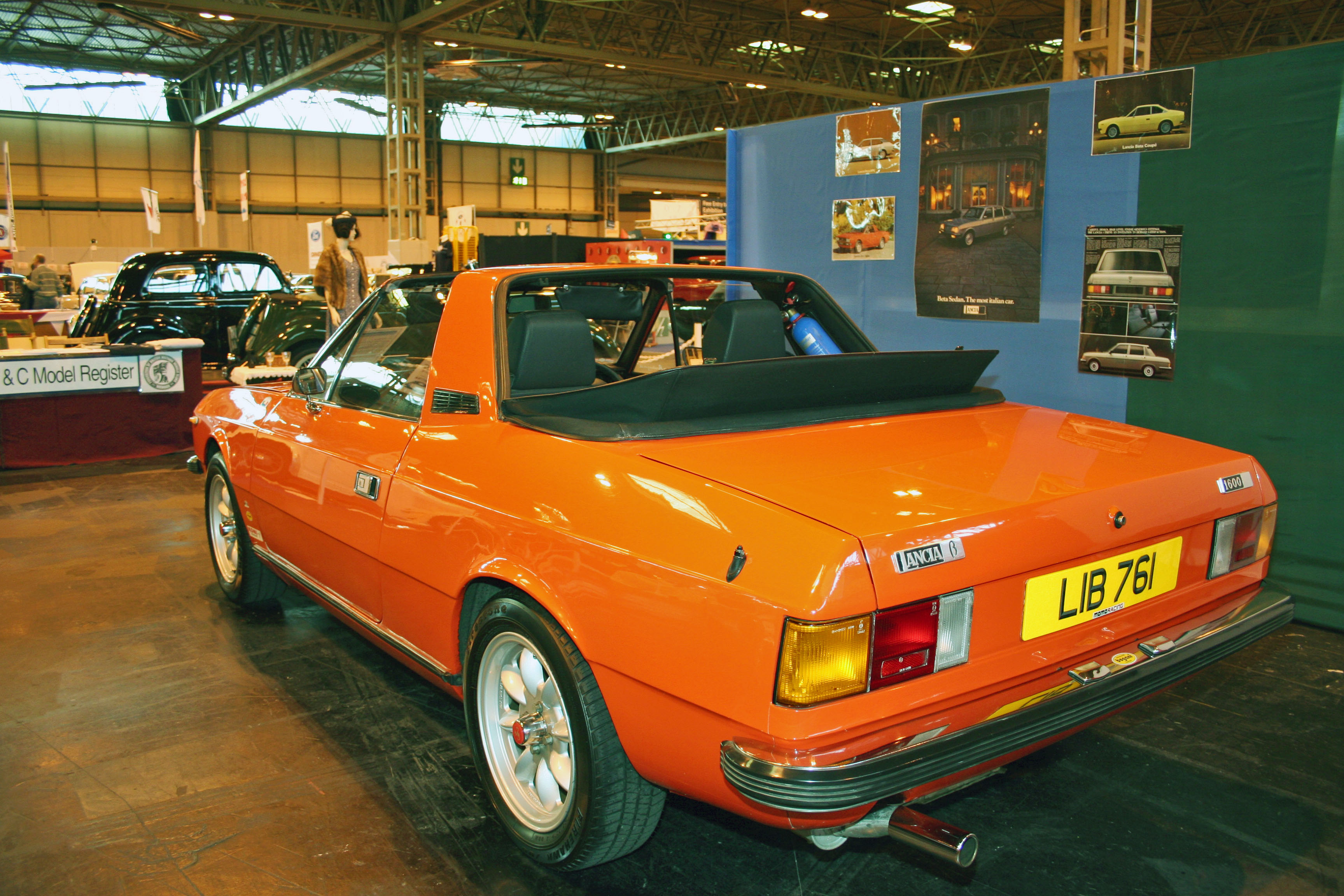
Lancia Beta Spider (1974-1975)
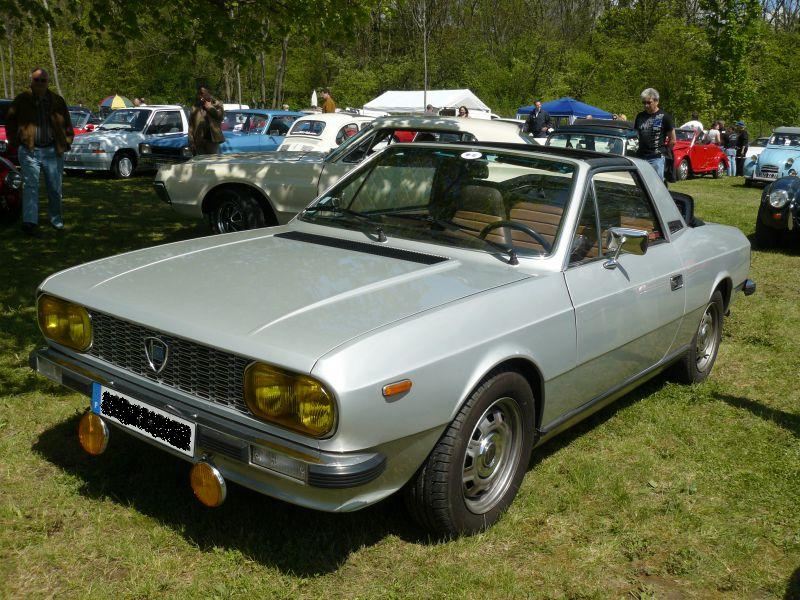
Lancia Beta Spider (1975-1978)
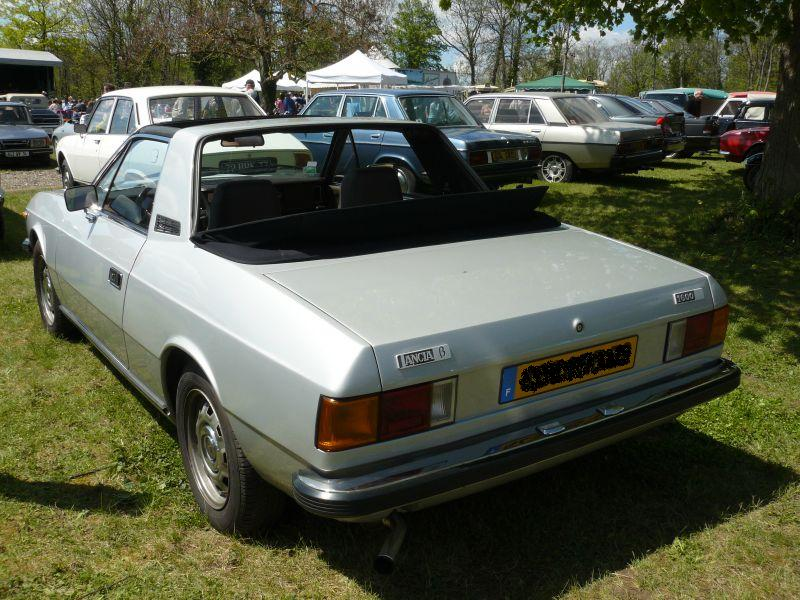
Lancia Beta Spider (1975-1978), achteraanzicht

### HPE
In het voorjaar van 1975 werd de Beta HPE (kort voor High Performance Estate) geïntroduceerd, een driedeurs shooting brake.
De HPE was gebaseerd op het platform van de sedan, de carrosserie was structureel identiek aan de Beta Coupé tot aan de B-stijl. Lancia nam daarmee een carrosserieconcept over dat al sinds 1968 gebruikt werd door de Britse Reliant Scimitar GTE.
Bij de lancering werd de HPE geleverd met de 1600 en 1800 motoren met dubbele nokkenas. In november 1975 werden ze vervangen door de nieuwe 1,6 en 2,0-motoren. In 1978 werd, net als bij alle andere Beta-modellen, automatische transmissie beschikbaar, samen met stuurbekrachtiging.
Ook de HPE kreeg meerdere facelifts. In 1975 werd de motorkap veranderd en was het radiatorrooster voortaan zwart met chromen strips. In 1978 werd het radiatorrooster opnieuw aangepast en werden buitenspiegels van zwart plastic gemonteerd. In 1981 werd het radiatorrooster opgefrist en kreeg de wagen een nieuw dashboard, nieuwe bekledingsstoffen en grotere bumpers. De afkorting HPE werd gewijzigd in High Performance Executive.
Vanaf 1979 werd de wagen aangeboden als Lancia HPE (zonder de Beta).
In 1982 kreeg ook de HPE een Volumex-variant met een 2,0-liter motor met supercharger.

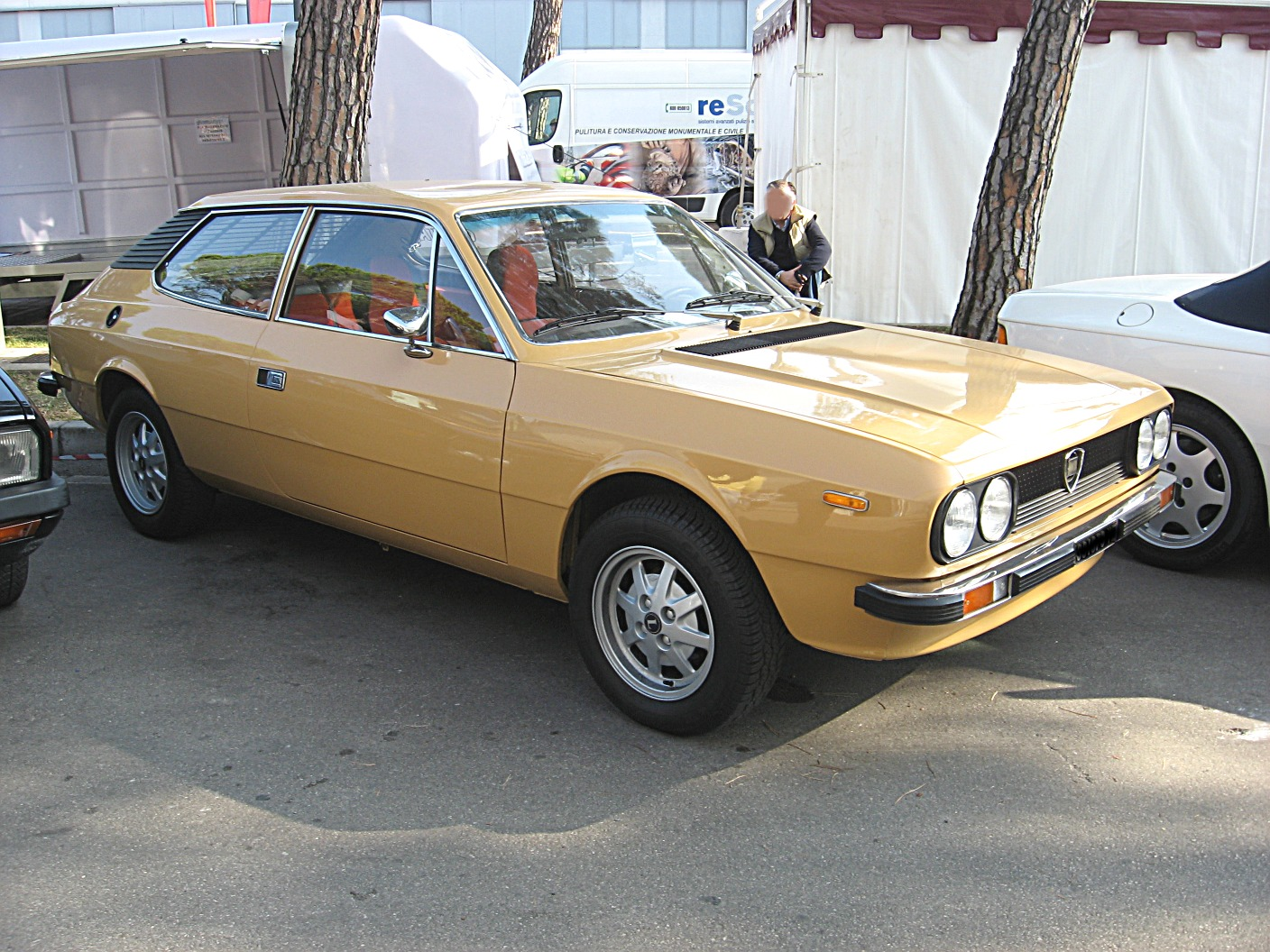
Lancia Beta HPE (1975-1978)
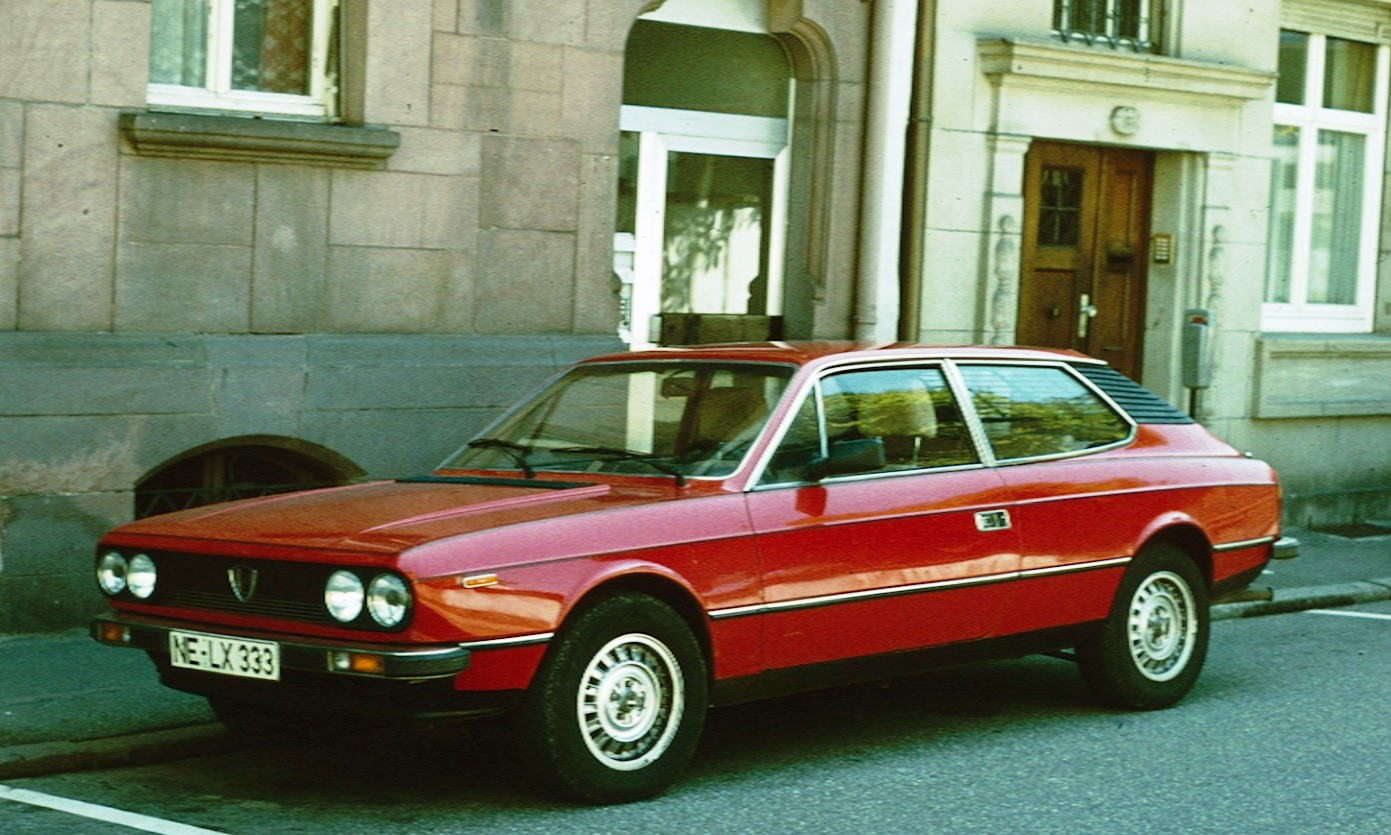
Lancia Beta HPE (1978-1981)
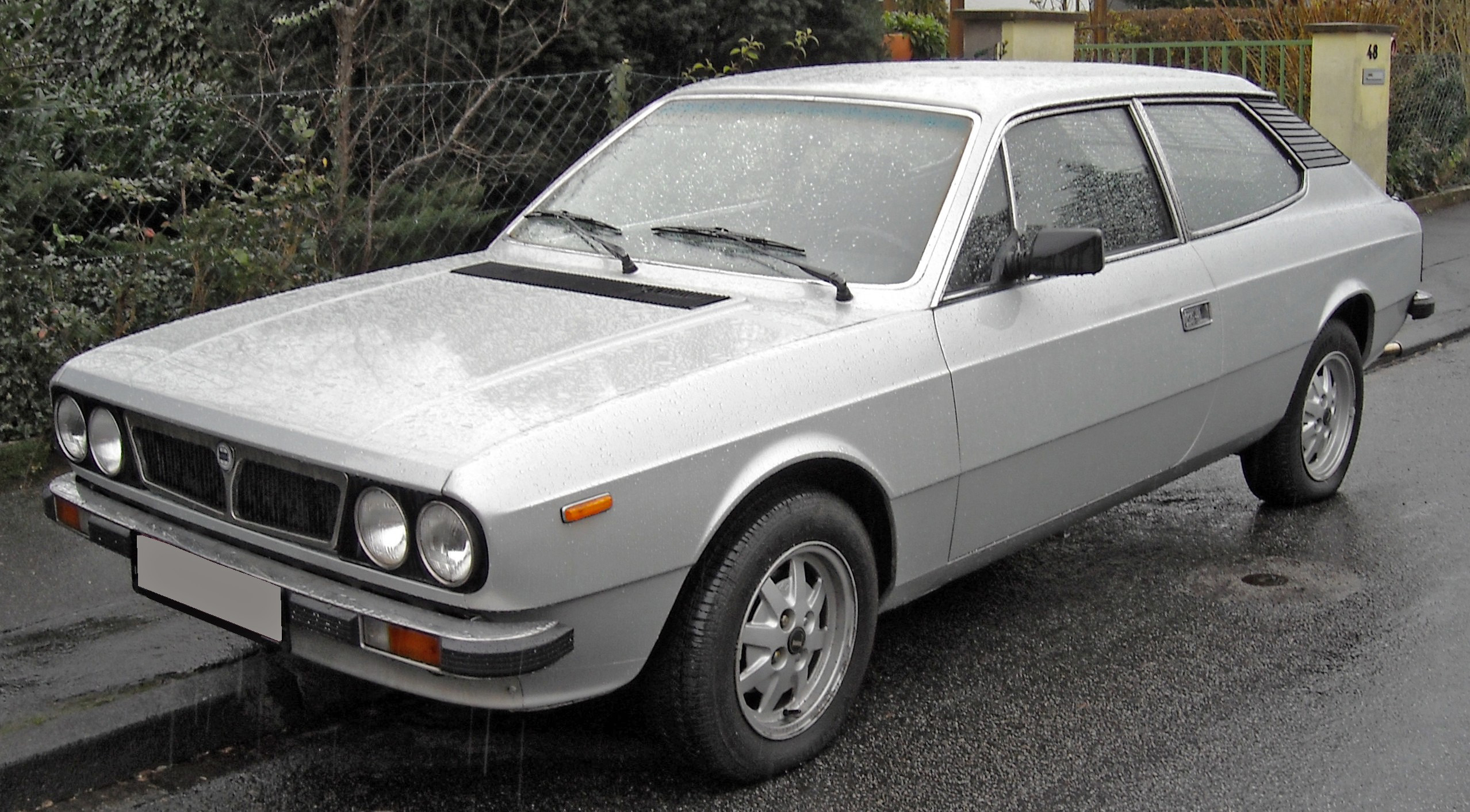
Lancia HPE (1981-1984)
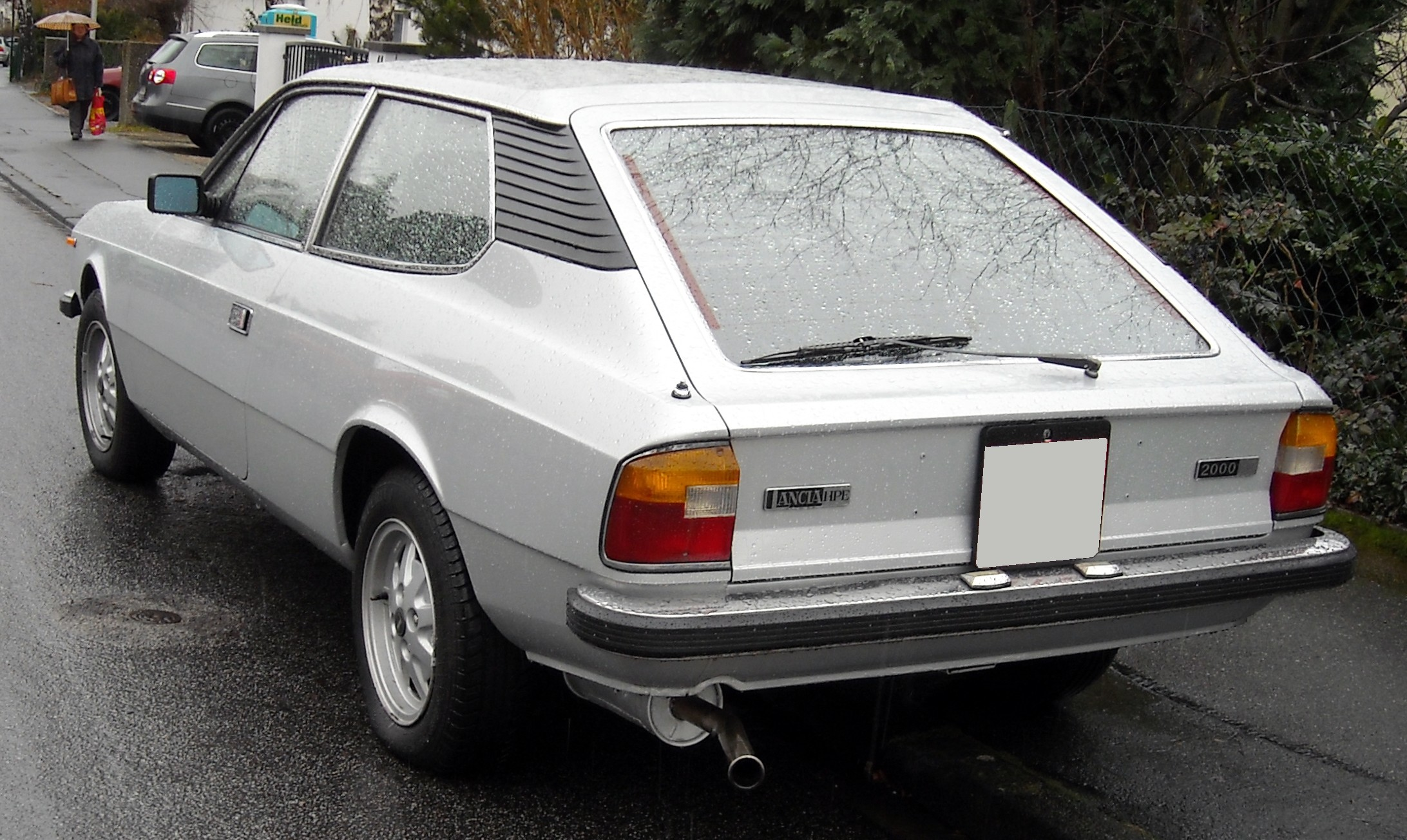
Lancia HPE (1981-1984), achteraanzicht

### Montecarlo
Het laatste model in de Beta-reeks was de Lancia Beta Montecarlo die in september 1975 op de markt kwam. Dit was een tweedeurs tweezitter sportwagen met achterwielaandrijving en middenmotor die maar heel weinig componenten deelde met andere Beta's.
De auto was oorspronkelijk ontworpen door Pininfarina als opvolger van de Fiat 124 Coupé, maar verloor van Bertone's goedkoper ontwerp, dat de Fiat X1/9 werd. Lancia lanceerde daarop de Beta Montecarlo als een premium alternatief voor de X1/9, met een 2,0-liter met dubbele nokkenas in plaats van de 1,3-liter motor met enkelvoudige nokkenas uit de X1/9.
De Beta Montecarlo was verkrijgbaar als coupé en als spider met vaste A- en B-stijlen en een groot plat opvouwbaar stoffen dak ertussen. De eerst serie had stalen panelen als achtervleugels boven de motorruimte, wat het achteruitrijden bemoeilijkte.
Vanaf 1980 werd de wagen aangeboden als Lancia Montecarlo (zonder de Beta). Deze tweede serie was voorzien van een gewijzigd radiatorrooster, grotere schijfremmen en glazen panelen in de achtervleugels boven de motorruimte, vergelijkbaar met de Maserati Merak. Deze laatste wijziging verbeterde het zicht rondom en maakte het achteruitrijden gemakkelijker.

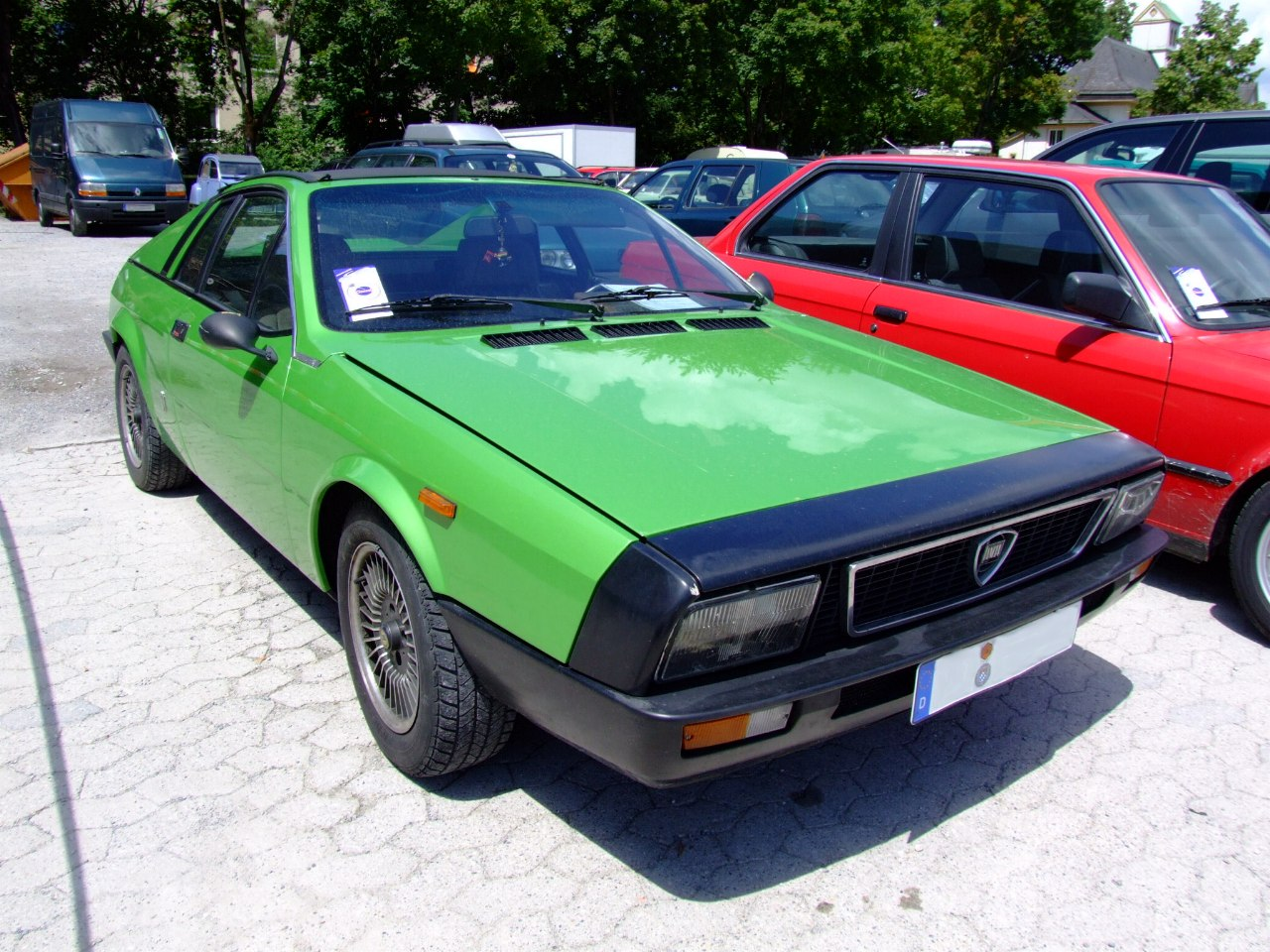
Lancia Beta Montecarlo (1975-1978)
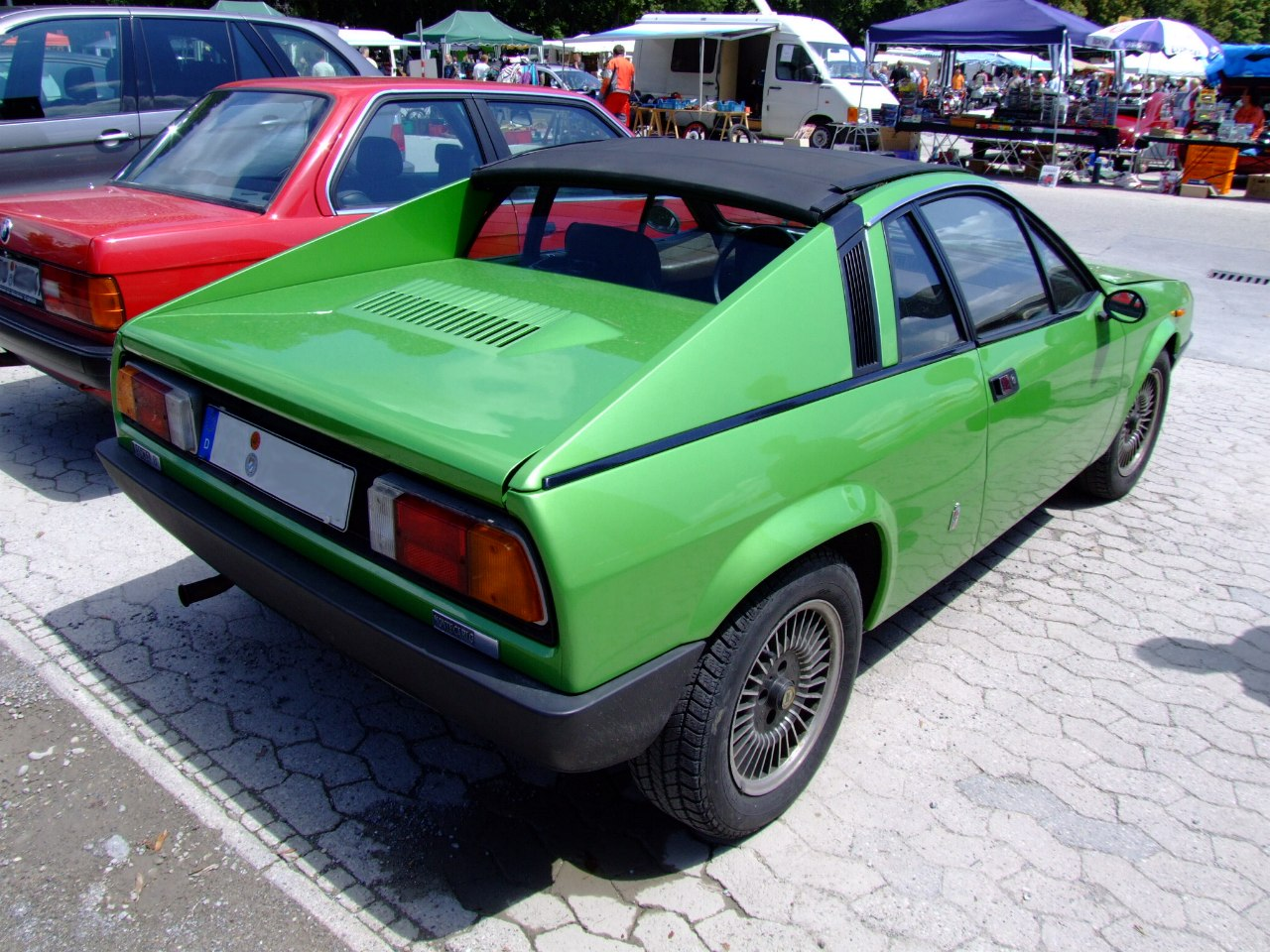
Lancia Beta Montecarlo (1975-1978), achteraanzicht met de volle achtervleugels
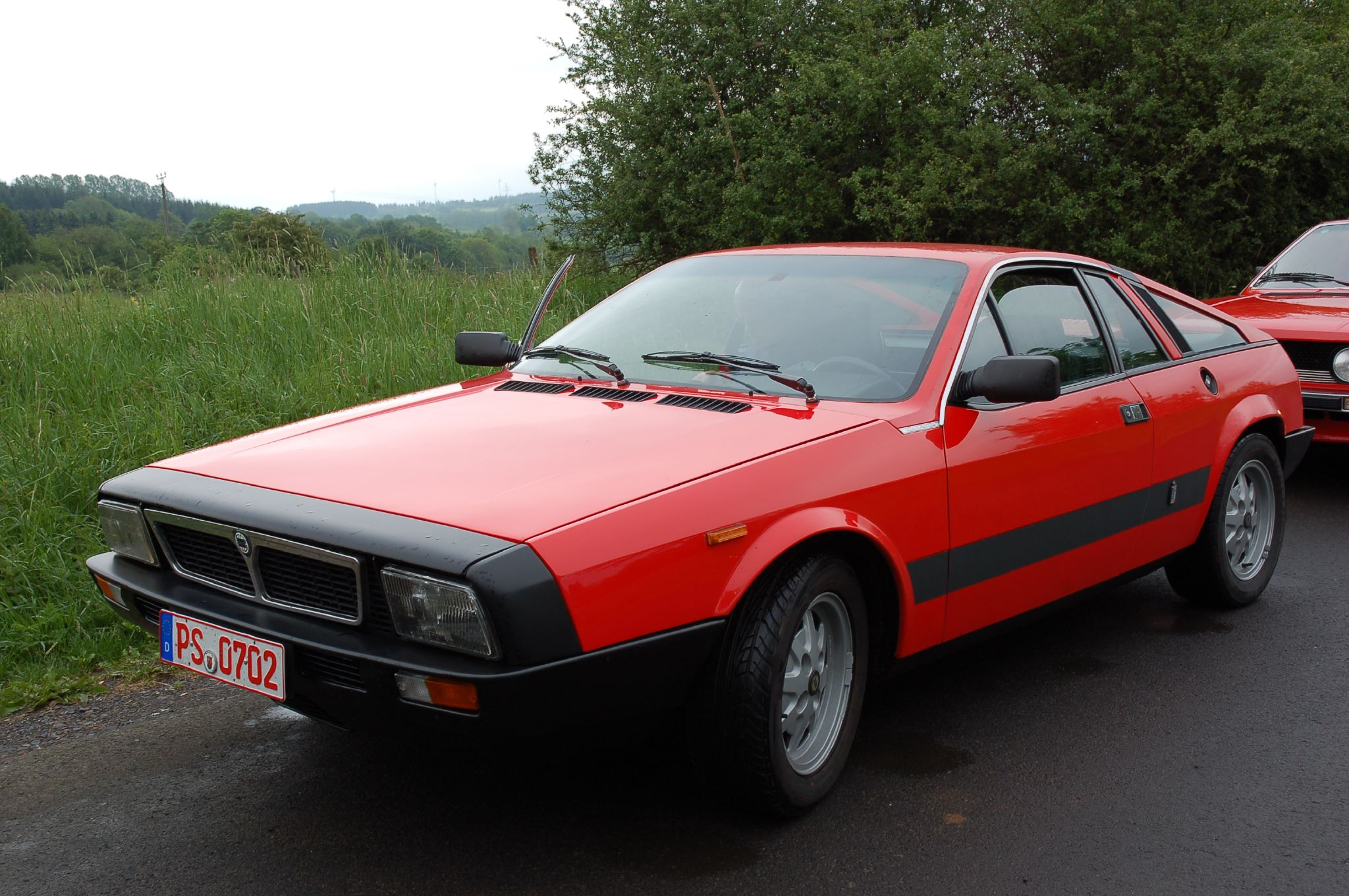
Lancia Montecarlo (1980-1981)
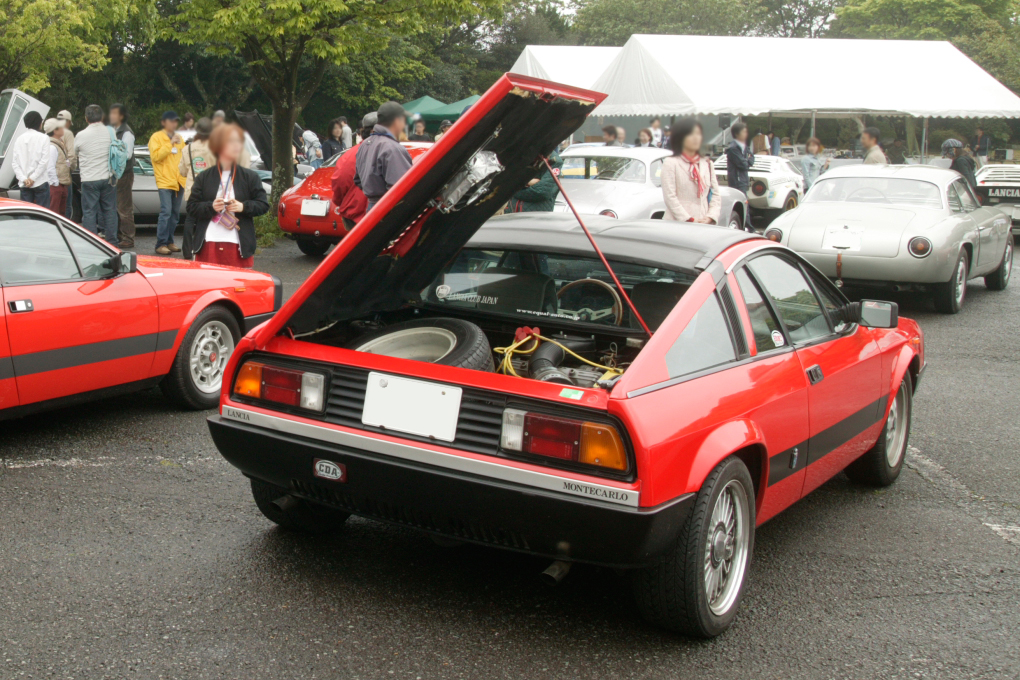
Lancia Montecarlo (1980-1981), achteraanzicht met de glazen achtervleugels

### Trevi
In maart 1980 debuteerde de Beta Trevi, een klassieke vierdeurs sedan die gericht was op conservatieve klanten die geen fan waren van de Lancia hatchbackmodellen. Het ontwerp kwam tot stand met de medewerking van Pininfarina.
De Beta Trevi was identiek aan de Berlina tot aan de C-stijl. Het achterste gedeelde bestond uit een steile achterruit en een ietwat hoekige koffer. Dit ontwerp contrasteerde sterk met het futuristische dashboard van architect en industrieel ontwerper Mario Bellini met diep verzonken wijzerplaten en schakelaars. Bellini's ontwerp werd vaak bespot als "Zwitserse kaas".
Het motorengamma van de Beta Trevi kwam grotendeels overeen met dat van de Beta Berlina: een 1,6-liter motor van 74 kW (101 pk) als instapversie en daarboven een 2,0-liter motor van 85 kW (116 pk). De 2,0-liter motor was vanaf 1981 optioneel ook leverbaar met brandstofinjectie.
In 1982 kreeg ook de Trevi een Volumex-variant met een 2,0-liter motor met supercharger.
Vanaf 1983 werd de wagen aangeboden als Lancia Trevi (zonder de Beta).

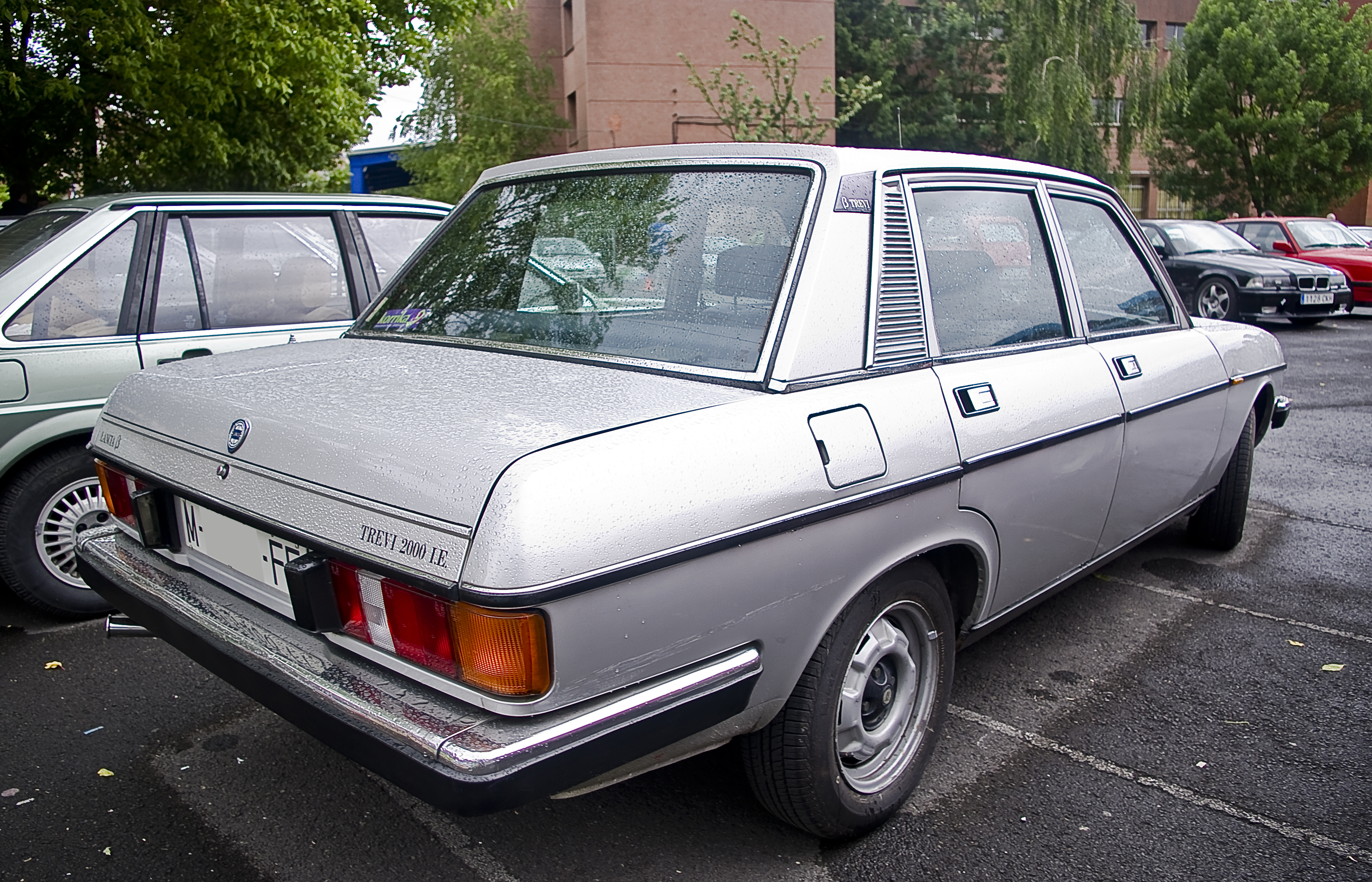
Lancia Beta Trevi, achteraanzicht
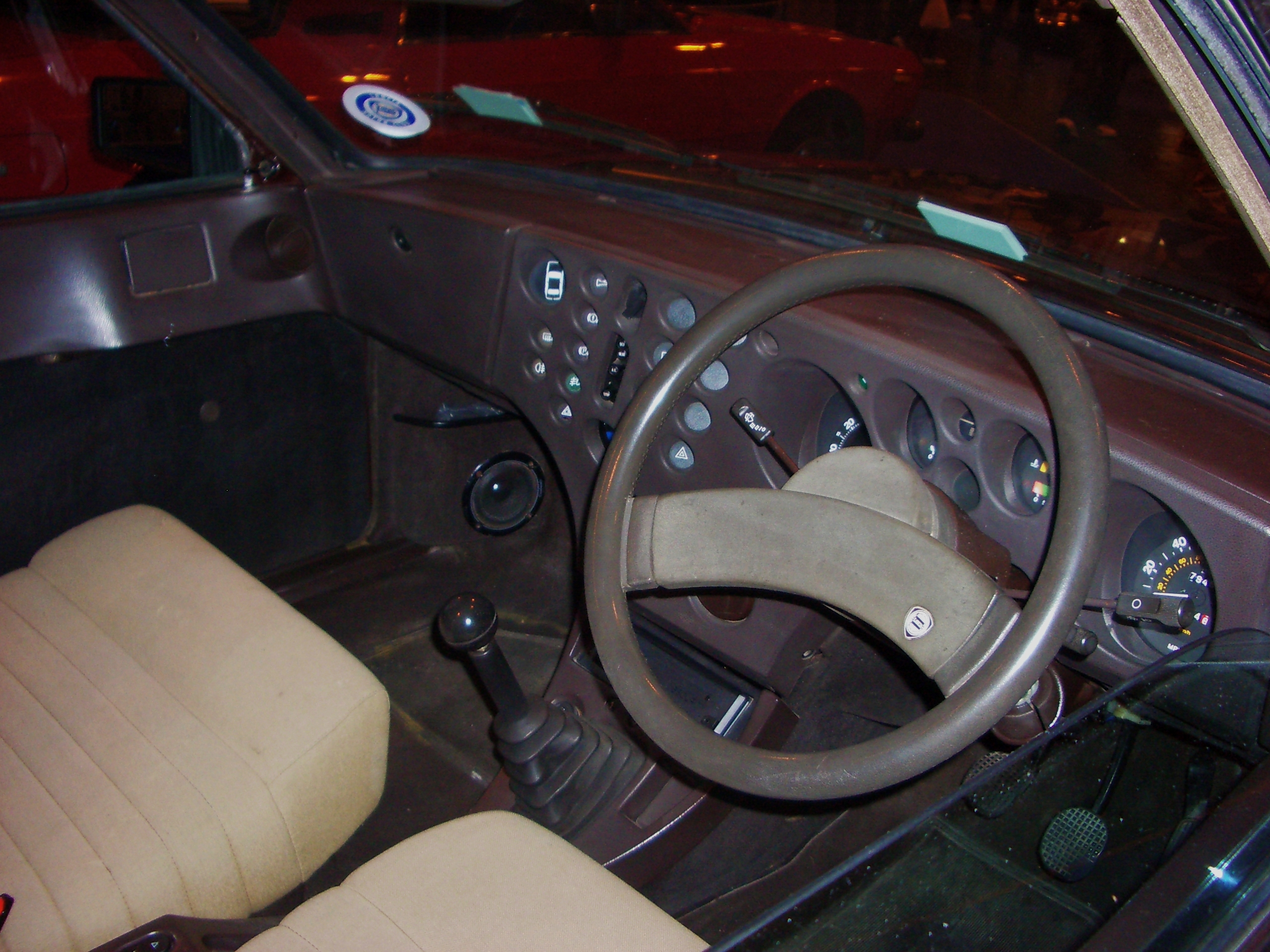
"Zwitserse kaas": het dashboard van de Trevi, ontworpen door Mario Bellini

## Motoren
| Type    | Jaartal   | Motor     | Motor     | Motor                  | Topsnelheid                                          | Brandstofvoorziening         | Modellen                                |
| Type    | Jaartal   | Inhoud    | Cilinders | Vermogen               | Topsnelheid                                          | Brandstofvoorziening         | Modellen                                |
| ------- | --------- | --------- | --------- | ---------------------- | ---------------------------------------------------- | ---------------------------- | --------------------------------------- |
| 1300    | 1974-1978 | 1.297 cm³ | 4-in-lijn | 82 pk                  | 160 km/u (Coupé: 168 km/u)                           | carburateur                  | Berlina, Coupé                          |
| 1300    | 1978-1981 | 1.301 cm³ | 4-in-lijn | 82 pk                  | 160 km/u (Coupé: 168 km/u)                           | carburateur                  | Berlina, Coupé                          |
| 1300    | 1981-1984 | 1.367 cm³ | 4-in-lijn | 84 pk                  | 160 km/u (Coupé: 168 km/u)                           | carburateur                  | Berlina, Coupé                          |
| 1400    | 1972-1975 | 1.438 cm³ | 4-in-lijn | 90 pk                  | 165 km/u                                             | carburateur                  | Berlina                                 |
| 1600    | 1972-1975 | 1.592 cm³ | 4-in-lijn | 100 pk (Coupé: 108 pk) | 170 km/u (Coupé: 180 km/u; HPE: 178 km/u)            | carburateur                  | Berlina, Coupé, Spider, HPE             |
| 1600    | 1975-1984 | 1.585 cm³ | 4-in-lijn | 100 pk                 | 170 km/u (Coupé: 180 km/u; HPE: 178 km/u)            | carburateur                  | Berlina, Coupé, Spider, HPE, Trevi      |
| 1800    | 1972-1975 | 1.756 cm³ | 4-in-lijn | 110 pk (Coupé: 120 pk) | 175 km/u (Coupé: 190 km/u; HPE: 180 km/u)            | carburateur                  | Berlina, Coupé, Spider, HPE             |
| 2000    | 1975-1979 | 1.995 cm³ | 4-in-lijn | 119 pk                 | 180 km/u (Coupé/Montecarlo: 188 km/u; HPE: 185 km/u) | carburateur                  | Berlina, Coupé, Spider, HPE, Montecarlo |
| 2000    | 1979-1981 | 1.995 cm³ | 4-in-lijn | 115 pk                 | 180 km/u (Coupé/Montecarlo: 188 km/u; HPE: 185 km/u) | carburateur                  | Berlina, Coupé, Spider, HPE, Montecarlo |
| 2000 i  | 1981-1984 | 1.995 cm³ | 4-in-lijn | 122 pk                 | 183 km/u (Coupé: 190 km/u; HPE: 188 km/u)            | injectie                     | Coupé, Spider, HPE, Trevi               |
| 2000 VX | 1982-1984 | 1.995 cm³ | 4-in-lijn | 135 pk                 | 190 km/u (Coupé/HPE: 200 km/u)                       | carburateur met supercharger | Coupé, HPE, Trevi                       |

## Speciale Lancia Beta-modellen
Giovanni Michelotti produceerde drie conceptauto's op basis van het Beta-platform. Twee daarvan waren vierdeurs sedans op basis van de Berlina, waaronder de Lancia Mizar uit 1974 die uitgerust was met vier vleugeldeuren. De derde conceptauto was een tweezitter met open dak op basis van de Coupé.
In 1980 bouwde Giorgetto Giugiaro de Lancia Medusa, een conceptauto op basis van de Montecarlo. De Medusa had vier deuren, wat ongebruikelijk is voor een auto met middenmotor, en de carrosserie was ontworpen om een voor die tijd zeer lage luchtweerstandscoëfficiënt te hebben. Verder waren ook alle bedieningen op het stuur geplaatst, waarmee de Medusa zijn tijd ver vooruit was.
Lancia heeft in 1984 zelf ook een hele bijzondere variant van de Beta gebouwd. De tweemotorige Trevi Bimotore werd gebruikt voor tests met betrekking tot Lancia's nieuwe rallyauto's met vierwielaandrijving. De wagen had een Volumex-motor onder de motorkap die de voorwielen aandreef en een tweede Volumex-motor achterin die de achterwielen aandreef, met luchtinlaten in de achterdeuren. De twee versnellingsbakken waren gekoppeld en een elektronisch geregelde gasklep verving het mechanische systeem, zodat de twee motoren samenwerkten.

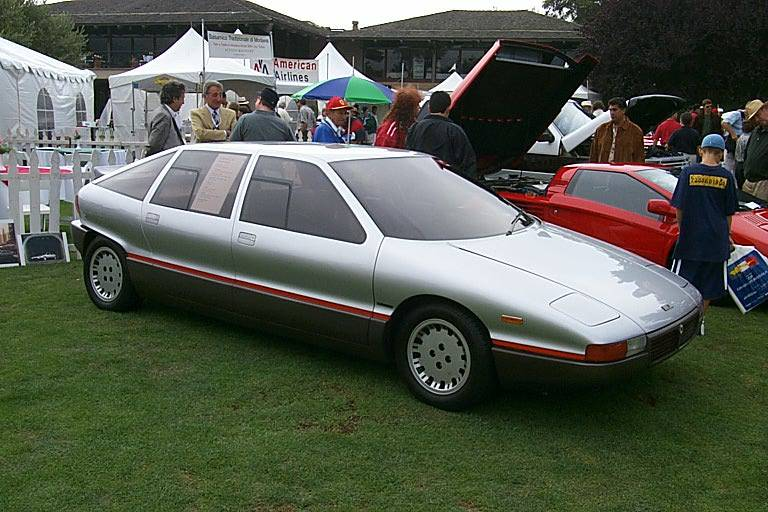
Lancia Medusa
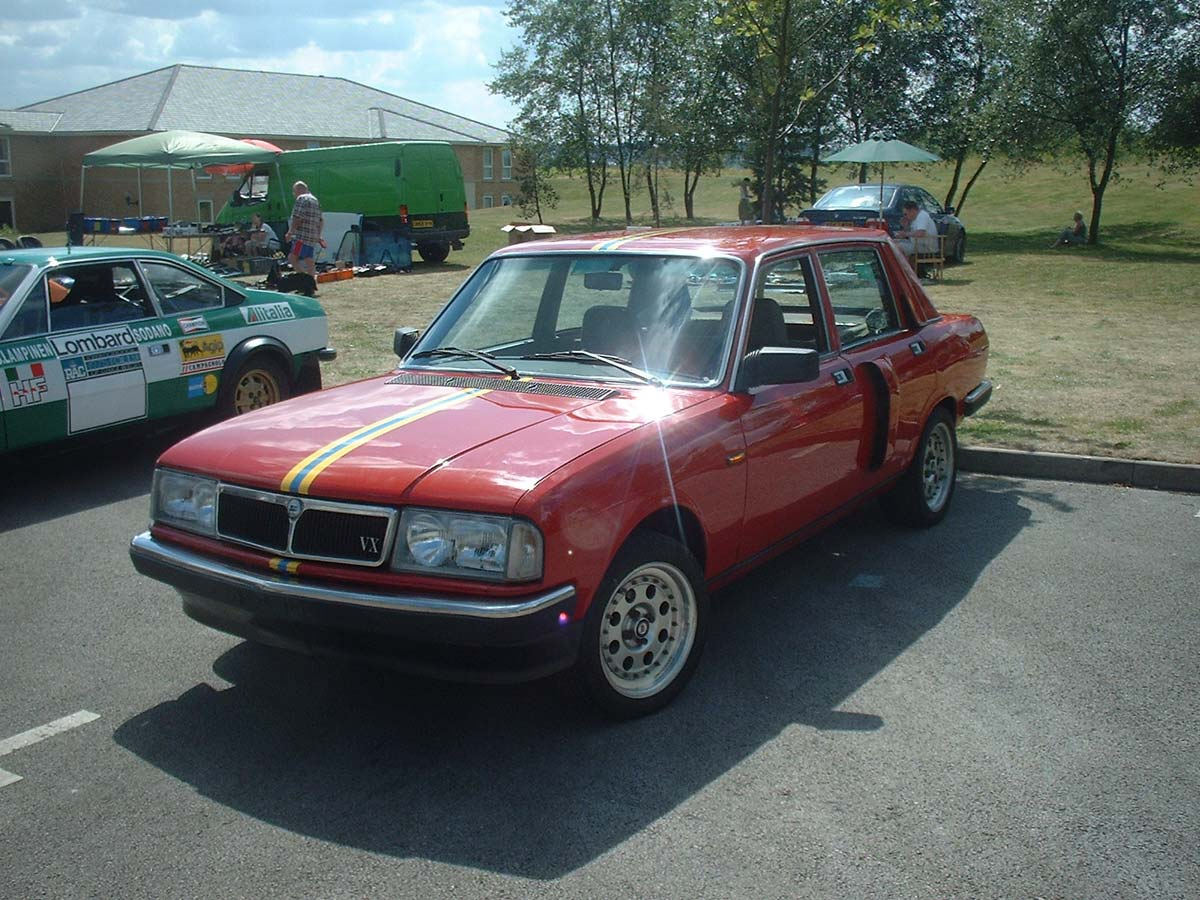
Lancia Trevi VX Bimotore